# La Chanson de Lara
 (janvier 2012).
Si vous disposez d'ouvrages ou d'articles de référence ou si vous connaissez des sites web de qualité traitant du thème abordé ici, merci de compléter l'article en donnant les références utiles à sa vérifiabilité et en les liant à la section « Notes et références ».
La Chanson de Lara (Lara's Theme en anglais) est le nom générique donné au thème musical composé pour le film Le Docteur Jivago (1965) de David Lean par le compositeur français Maurice Jarre. Contrairement à ce que laisse supposer le titre français, il s'agit d'un thème instrumental et non d'une chanson. Peu après, il devient la base de la chanson anglaise Somewhere My Love dont les paroles ont été écrites par Paul Francis Webster.

## Enregistrements vocaux
Des versions vocales furent enregistrées en français par Tereza Kesovija, qui l'a chantée la première en France, par Les Compagnons de la chanson (paroles d'Hubert Ithier), par John William et par Luis Mariano, en anglais par Connie Francis et par The Ray Conniff Singers (sous le titre de Somewhere, My Love), en espagnol (Sueño de Amor), en italien (Dove non so) et par Peter Alexander et Karel Gott en allemand (Weißt du, wohin, paroles de Lilibert). Ivan Rebroff a interprété les versions anglaise et allemande ainsi qu'une adaptation en russe.